# Гольцов (Одербрух)
Гольцов (нем. Golzow) — община в Германии, в земле Бранденбург.
Входит в состав района Меркиш-Одерланд. Подчиняется управлению Гольцов. Население составляет 864 человека (на 31 декабря 2010 года). Занимает площадь 17,21 км².
| Год  | Население |
| ---- | --------- |
| 2005 | 953       |
| 2010 | 890       |

## В культуре
С 1953 по 2007 годы снимался фильм Дети Гольцова про жителей деревни, родившихся в период с 1953 по 1955 годы. .